# Nokia 6230
Nokia 6230 — мобільний телефон на платформі Nokia серії 40. Був анонсований 28 жовтня 2003 року та випущений у лютому 2004 року.
Розроблений з урахуванням бізнес-користувачів, 6230 оснащений цифровою камерою з роздільною здатністю VGA, відеокамерою, музичним плеєром і розширюваною пам’яттю.
Cingular Wireless був основним оператором GSM, який пропонував Nokia 6230b у Сполучених Штатах. Інші компанії, такі як Cincinnati Bell, Simmetry Communications, Viaero Wireless і Telcel, також пропонували цю модель.

## Nokia 6230i

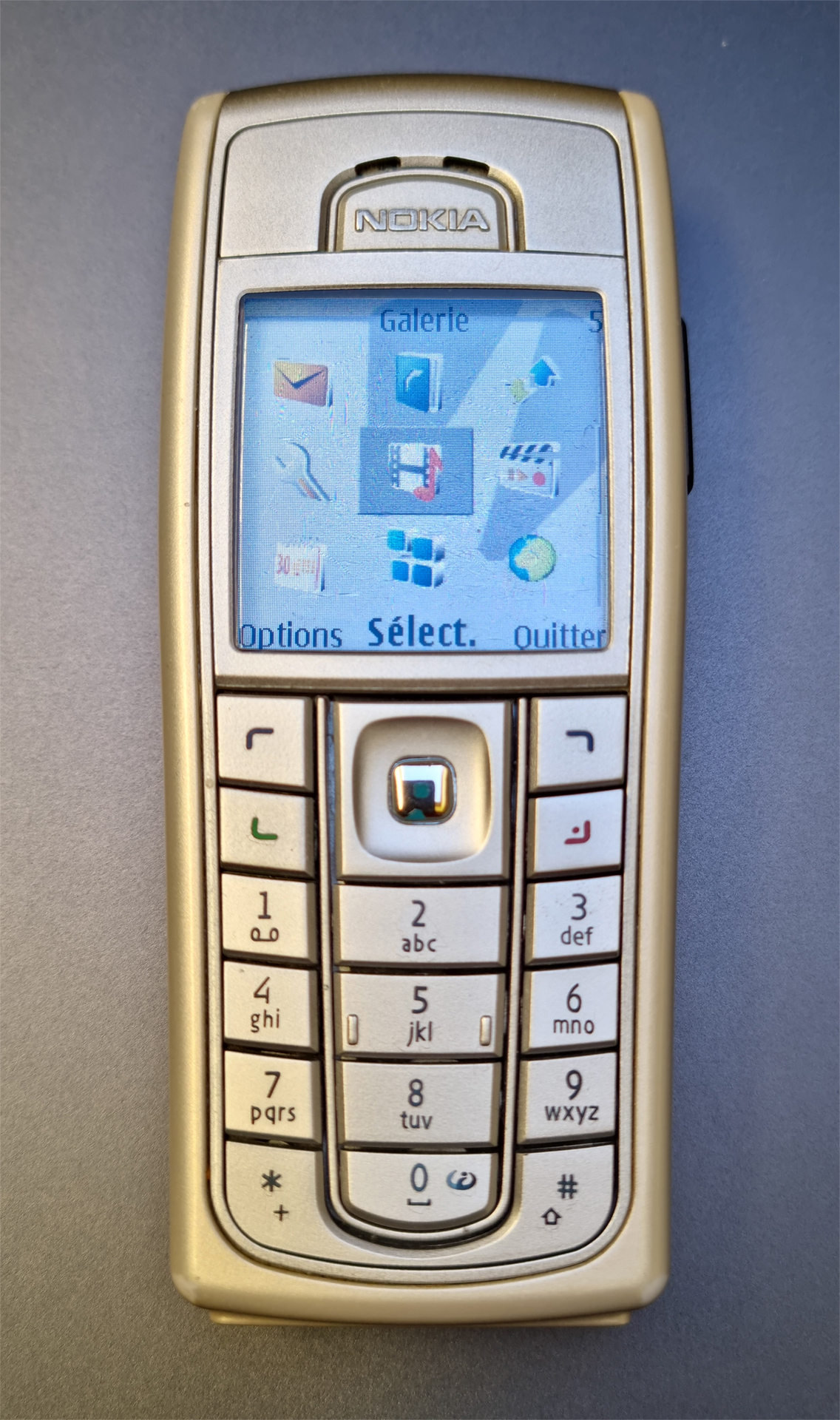
Nokia 6230i

28 лютого 2005 року Nokia випустила оновлену модель 6230i (RM-72), яка включає 1,3-мегапіксельну камеру замість 0,3, роздільну здатність екрана 208 × 208 (65 536 кольорів), трохи більший дисплей (1,7 дюйма), рельєфна кнопка вибору посередині клавіші прокрутки та сучасне оновлене меню.
Також сумісна зі стандартом UMS (клас пристроїв зберігання даних USB), тобто для передачі даних на картку пам’яті пристрою та з неї не потрібні спеціальні драйвери. Важила 99 г (включно з батареєю BL-5C) і мала розміри 103 мм x 44 мм x 20 мм, 76 см3.
Акумулятор BL-5C, який постачається в комплекті, вистачало приблизно на 150–300 годин залежно від використання.